# Stura di Demonte
Die Stura di Demonte ist ein 110 km langer Fluss in der italienischen Region Piemont.
Er entspringt nahe dem Colle della Maddalena (Höhe: 1996 m) in den Seealpen. An seiner Quelle befindet sich der See Lago della Stura. Nach Durchfließen des Valle Stura di Demonte (Sturatal), tritt der Fluss vor Cuneo in die oberitalienische Tiefebene ein. Bei Cuneo mündet der Gebirgsbach Gesso von rechts in die Stura, welcher selbst bei Cherasco in den Tanaro mündet.
Bei Cuneo führt der Soleriviadukt über die Stura du Demonte.
Nachbartäler sind Valle Maira und Valle Grana im Norden, Valle Gesso im Südosten.